# Lagopus lagopus scotica

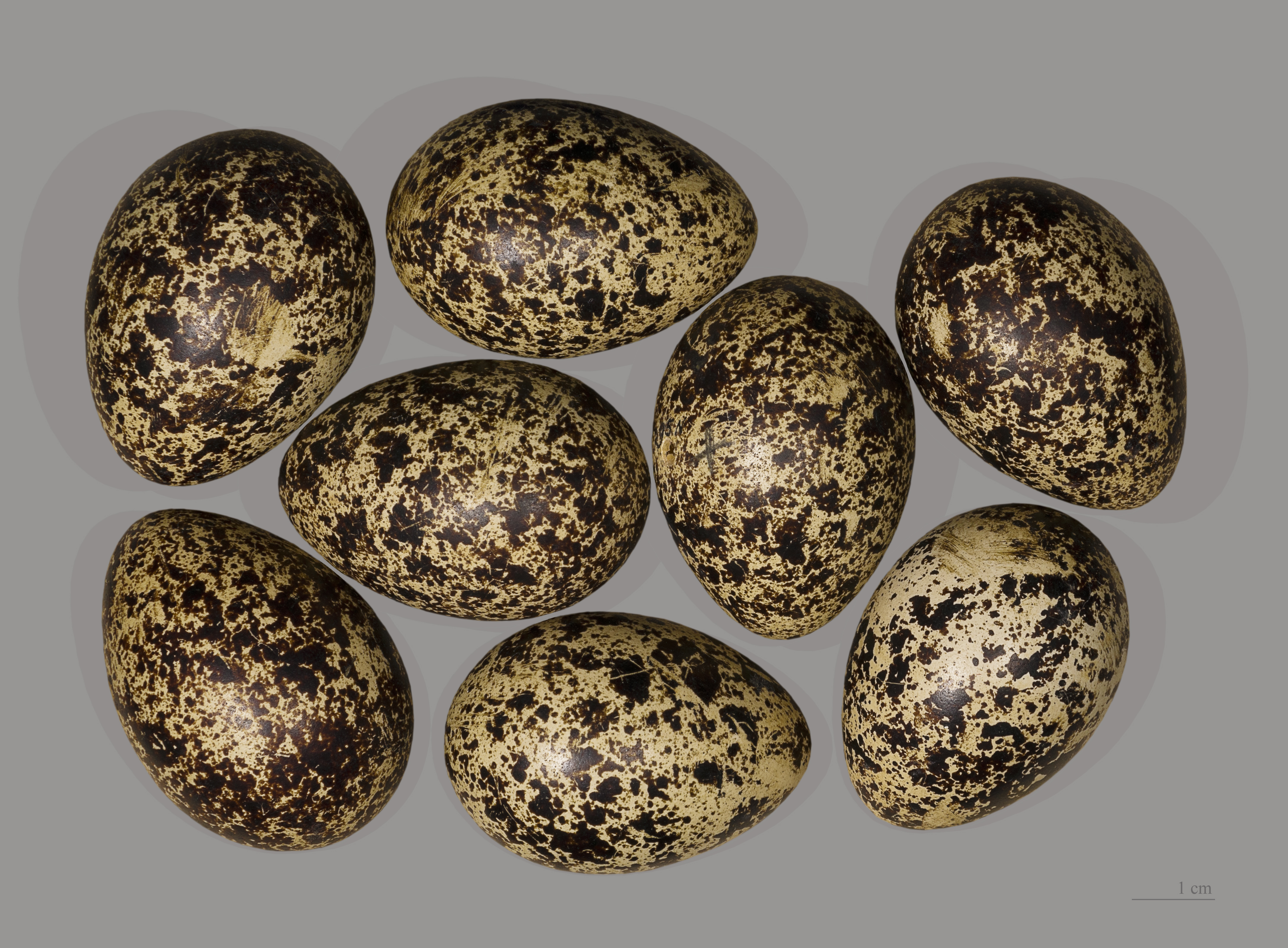
Huevos de Lagopus scotica

El lagópodo escocés (Lagopus scotica) es un ave galliforme de la familia Phasianidae. Se encuentra en los páramos del norte de Gran Bretaña e Irlanda. Antes se lo clasifica como una subespecie del lagópodo común pero actualmente es considerado una especie separada llamada Lagopus scotica.[cita requerida]

## Descripción
El lagópodo escocés se diferencia del lagópodo alpino (o perdiz nival) y del lagópodo coliblanco por su plumaje, de color marrón rojizo, a diferencia del blanco. Su cola es negra y las patas son blancas. Tiene líneas blancas bajo el ala y marcas rojas sobre el ojo. Las hembras son menos rojizas que los machos y tienen menos marcas; las aves más jóvenes son más grises y no tienen las marcas rojas. 
En ocasiones, se considera a las aves en Irlanda como una subespecie independiente llamada L. l. hibernica. Son levemente más pálidas que las aves británicas y las hembras tienen el plumaje más amarillento con líneas más finas. Esto puede ser una adaptación para camuflarse en los páramos entre césped crecido y para protegerse de las temperaturas. 
Se caracterizan por su canto o vocalización. Las alas producen un sonido chirriante cuando el pájaro se siente molesto al descansar. 
Las poblaciones de lagópodos tienen un ciclo periódico, en el cual las poblaciones tienen una densidad muy alta sólo para disminuir en forma alarmante pocos años después, y luego recuperarse. La principal causa de este patrón cíclico es probablemente el parásito nematoda cuyo nombre científico es Trichostrongylus tenuis. Sin embargo, en su libro, V. C. Wynne-Edwards sugiere que la principal razón de la mortalidad en las poblaciones de lagópodos es la Homeostasis que depende ampliamente de la disponibilidad de alimentos y que la enfermedad de los lagópodos, derivada del parásito Trichostrongylus tenuis, es un diagnóstico incorrecto por los efectos de la exclusión social.